# 克魯姆冰川
71°33′S 169°21′E / 71.550°S 169.350°E
克魯姆冰川是南極洲的冰川，位於維多利亞地的彭內爾海岸，全長9公里，最終注入翁曼尼冰川，美國地質調查局根據測量和該國海軍的空中照片繪入地圖。